# Naissance en 1353
Naissance
- 1349
- 1350
- 1351
- 1352
- 1353
- 1354
- 1355
- 1356
- 1357

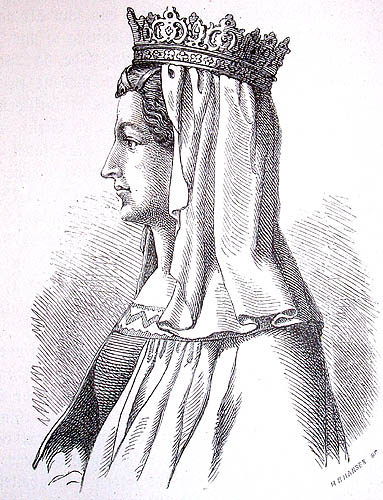
Marguerite Ire, né en 1353.

Cette page dresse une liste de personnalités nées au cours de l'année 1353  :
- 18 octobre : Ralph de Greystoke (en), 3e baron Greystoke (en).

- Thomas Arundel, archevêque de Cantorbéry.
- Gil Jae (en), érudit Néoconfucianiste, politicien et écrivain de la dynastie Goryeo.
- Marguerite Ire, surnommée la Sémiramis du Nord, régente du Danemark à partir de 1375 pour son fils Olaf de Norvège, puis reine de Suède.
- Pierre Plaoul, philosophe et théologien.

## Crédit d'auteurs
- Cet article est partiellement ou en totalité issu de l'article intitulé « 1353 » (voir la liste des auteurs).